# Schöne Bescherung
Schöne Bescherung (Originaltitel Christmas Vacation) ist eine US-amerikanische Filmkomödie aus dem Jahr 1989. Die Regie führte Jeremiah S. Chechik, das Drehbuch schrieb John Hughes. Die Hauptrollen spielten Chevy Chase und Beverly D’Angelo. Der Film ist eine Fortsetzung der Komödien Die schrillen Vier auf Achse aus dem Jahr 1983 und Hilfe, die Amis kommen aus dem Jahr 1985.

## Handlung
Clark „Sparky“ Griswold, seine Frau Ellen und ihre beiden Kinder Audrey und Rusty suchen einen geeigneten, großen Weihnachtsbaum, den sie schließlich in einem Wald finden. Da Clark vergessen hat, eine Säge mitzunehmen, wird der Baum kurzerhand ausgegraben. Bei seiner Aufstellung im Haus werden aufgrund der Größe einige Scheiben zerbrochen. Tage später schmückt Clark das Haus mit zahlreichen Lichterketten, die aus 25.000 importierten italienischen Glühbirnen bestehen, doch der Versuch, die Lichterketten einzuschalten, schlägt zunächst fehl. Später wird die Beleuchtung zufällig durch einen eigentlich für die Raumbeleuchtung vorgesehenen Lichtschalter eingeschaltet. Durch den enormen Stromverbrauch der Lichterketten wird kurzzeitig das Stromnetz überlastet; im versorgenden Atomkraftwerk muss sogleich ein zweiter Reaktor zugeschaltet werden. Das gleißend helle Licht blendet ein in der Nachbarschaft wohnendes versnobtes Yuppiepaar.
Während die Familie noch mehr oder weniger begeistert das voll illuminierte Haus betrachtet, kommt überraschend Ellens Cousine Catherine Johnson mit ihrem Ehemann Eddie, den beiden Kindern und einem kranken Rottweiler hinzu. Sie sind in einem heruntergekommenen Wohnmobil angereist, um das Weihnachtsfest bei den Griswolds zu verbringen, ohne hierzu eingeladen zu sein. Eddie gilt als ungebildet und unzivilisiert, was er durch sein Verhalten und seine Aussagen bestätigt.
Clark erwartet von seiner Firma eine hohe Weihnachtsgratifikation; er möchte mit dieser einen Swimming-Pool in seinem Garten bauen und hat hierfür bereits einen hohen Kredit aufgenommen. Er besucht auch seinen Boss, Frank Shirley, mit einem kleinen Geschenk. Der Firmenleiter weist Clark lediglich an, es zu den anderen zu legen, die trotz unterschiedlicher Verpackung alle die gleiche Form aufweisen.
Nun kommt auch die übrige Verwandtschaft bei den Griswolds an und richtet einige Zerstörungen an. So wird zum Beispiel Tante Bethanys Katze durch einen Kurzschluss gegrillt und der Weihnachtsbaum brennt ab. Es stellt sich heraus, dass Clark von seinem Boss nur eine symbolische Gratifikation erhält: Statt des erwarteten Schecks bringt ein Bote einen Gutschein für einen einjährigen Kurs über „Fettfreies Kochen“. Clark ist zwar sehr verärgert, will nun seiner Familie aber erst recht ein „richtiges“ Weihnachtsfest bieten und fällt kurzerhand in der Nachbarschaft einen Baum als Ersatz, wobei er auch gleich das Haus seiner Nachbarn beschädigt. Nach dem Aufstellen jagt ein noch im Baum hausendes Eichhörnchen die Bewohner durch die Wohnung und springt dann, mittlerweile verfolgt vom Rottweiler „Rotzi“, durch die Eingangstüre, hinter der die Nachbarin wartet, die sich über die Beschädigung ihres Hauses beschweren wollte. Sie wird durch das Eichhörnchen und den Hund umgerissen.
Cousin Eddie entführt aufgrund eines von Clark scherzhaft geäußerten Wunsches dessen Boss Shirley aus seiner Villa und bringt ihn ins Haus der Griswolds. Das Haus wird daraufhin von der Polizei umstellt, die es schließlich stürmt. Als der Einsatzleiter erfährt, dass Shirley seinen Angestellten die Gratifikationen gestrichen hat, ist er jedoch ebenso verärgert darüber. Ähnlich reagiert die nun hinzugekommene Ehefrau des Bosses. Dieser verspricht er daher reumütig, nun doch eine Prämie auszuzahlen. Als zum Schluss Onkel Lewis ein brennendes Streichholz in Clarks Klärgrube wirft und die Flamme eine Explosion erzeugt, sehen alle hoch zu dem kleinen fliegenden Schlitten mit den davor gespannten Plastik-Rentieren, der als Dekoration im Garten stand und durch die Explosion in den Himmel geschleudert wurde.

## Kritiken
Schöne Bescherung erhielt ein eher gutes Presseecho, was sich auch in den Auswertungen US-amerikanischer Aggregatoren widerspiegelt. So erfasst Rotten Tomatoes überwiegend wohlwollende Besprechungen und ordnet den Film dementsprechend als „Frisch“ ein. Laut Metacritic fallen die Bewertungen im Mittel „Gemischt oder Durchschnittlich“ aus.
James Berardinelli schrieb auf ReelViews, der Film beinhalte zu viele aus seinen Vorgängern bekannte Elemente. Die Komödie funktioniere jedoch, weil sie Situationen zeige, die den meisten Familien bekannt seien. Berardinelli lobte einige Darsteller – darunter Juliette Lewis und Johnny Galecki – aber kritisierte die Darstellung von Randy Quaid als „unwitzig“.
Roger Ebert schrieb in der Chicago Sun-Times vom 1. Dezember 1989, dass der Film die Formel der Komödienserie ändere, indem die Familie Griswold nicht verreise. Er lobte die Darstellungen von Chevy Chase, Beverly D’Angelo und Randy Quaid, der aus seiner „undankbaren“ Rolle das Beste zu machen versuche. Ebert kritisierte die Regie von Jeremiah S. Chechik.
Rita Kempley schrieb in der Washington Post vom 1. Dezember 1989, der Produzent und Drehbuchautor John Hughes habe eine „unwiderstehliche“ Formel der Komödien gefunden. Der Film sei „ungleichmäßig“ aber „leutselig“.
Das Lexikon des internationalen Films beschreibt den Film als eine „[w]eitere burleske ‚National Lampoon‘-Komödie, die schon bald ihr satirisches Pulver verschossen hat und sich in billiges Augenrollen flüchtet“.

## Hintergrund
- Alternativtitel des Films sind im deutschen Sprachraum Hilfe, es weihnachtet sehr sowie im englischen National Lampoon’s Christmas Vacation und National Lampoon’s Winter Holiday.
- Der Film wurde vom 27. März 1989 bis zum 30. Juni 1989 in Illinois, Colorado und Kalifornien gedreht.[9]
- Das Einspielergebnis in den Kinos der USA betrug 71,32 Millionen US-Dollar.[10]
- Der im Fernsehen laufende Film, den Sohn Rusty ansieht, als der Besuch eintrifft, ist Ist das Leben nicht schön? aus dem Jahr 1946.
- Die Szene, in der Clark den Pfosten der Treppe mit der Motorsäge abschneidet, ist eine Anspielung auf Ist das Leben nicht schön?, in dem George Bailey (James Stewart) den wackeligen Kopf des Pfostens mehrmals in Händen hält.
- Zweite Regie-Assistenz übernahm Frank Capra III, Enkel von Frank Capra (Ist das Leben nicht schön?).
- Das Lied, welches gespielt wird, während sich Chevy Chase die alten Filme auf dem Dachboden ansieht, ist von Ray Charles und heißt „Spirit of Christmas“.
- Das an der Decke über Rustys Bett hängende Poster zeigt Carré Otis.
- Auf dem Cover der Zeitschrift People, die Clark im Bett liest, ist Regisseur Jeremiah S. Chechik abgebildet.
- Tante Bethany wird von Mae Questel dargestellt, die als Stimme der Zeichentrickfigur Betty Boop bekannt wurde.
- Im englischen Original spricht Tante Bethany, anstelle des Tischgebets, den Treueschwur der Vereinigten Staaten (Pledge of Allegiance), was die Reaktion der Familienmitglieder erklärt.
- Im Film stellt Eddie Clark die Frage: „Hat deine Firma nicht kürzlich all die armen Typen in Indien vergiftet?“. Dies ist ein Bezug auf die tatsächliche Katastrophe von Bhopal der Firma Union Carbide von 1984.
- Das Nachbarhaus der Griswolds wurde bereits in allen Lethal-Weapon-Filmen verwendet. Dort war es das Zuhause von Polizist Roger Murtaugh (Danny Glover).
- In der Zeichentrickserie Die Simpsons gibt es mehrere Anspielungen auf diesen Film, unter anderem:
  - das Ausweichen mit dem Auto vor dem Schneepflug am Straßenrand mit dem anschließenden Flug in den tiefer gelegenen Weihnachtsbaum-Verkauf;
  - das Anschließen der Weihnachtsbeleuchtung des Hauses an den Strom.

## Deutsche Fassung
In Deutschland und Österreich kam der Film ursprünglich gar nicht ins Kino, sondern erschien im Oktober 1990 direkt auf Video. Das österreichische Fernsehen etablierte zunächst den Titel Hilfe, es weihnachtet sehr in Anlehnung an den Vorgänger Hilfe, die Amis kommen. Durch die jährlichen Fernsehausstrahlungen entwickelte er sich schließlich auch hier zum Kultfilm. Im Dezember 2015 war der Film in ausgewählten Kinos in Deutschland und Österreich zu sehen – in Deutschland handelte es sich damit um die Kinopremiere, mehr als 25 Jahre nach seiner Entstehung. Dialogbuch und -regie der deutschen Fassung stammen von Arne Elsholtz. Allerdings hat sich ein Übersetzungsfehler eingeschlichen: Tatsächlich ist Catherine die Cousine von Clarks Ehefrau und Eddie nur angeheiratet.
| Figur                       | Darsteller            | Deutscher Sprecher | Clark Griswold | Chevy Chase | Michael Brennicke |
| Ellen Griswold              | Beverly D’Angelo      | Dagmar Heller      |                |             |                   |
| Russell Griswold            | Johnny Galecki        | Dirk Meyer         |                |             |                   |
| Audrey Griswold             | Juliette Lewis        | Claudia Lössl      |                |             |                   |
| Eddie Johnson               | Randy Quaid           | Thomas Danneberg   |                |             |                   |
| Ruby Sue Johnson            | Ellen Hamilton Latzen | Sabine Bohlmann    |                |             |                   |
| Clark Griswold Sr.          | John Randolph         | Til Kiwe           |                |             |                   |
| Nora Griswold               | Diane Ladd            | Alice Franz        |                |             |                   |
| Art Smith                   | E. G. Marshall        | Heinz Engelmann    |                |             |                   |
| Frances Smith               | Doris Roberts         | Marianne Wischmann |                |             |                   |
| Tante Bethany               | Mae Questel           | Monika John        |                |             |                   |
| Onkel Lewis                 | William Hickey        | Leo Bardischewski  |                |             |                   |
| Frank Shirley               | Brian Doyle-Murray    | Hartmut Reck       |                |             |                   |
| Mrs. Helen Shirley          | Natalija Nogulich     | Katharina Lopinski |                |             |                   |
| Margo Chester               | Julia Louis-Dreyfus   | Madeleine Stolze   |                |             |                   |
| Todd Chester                | Nicholas Guest        | Arne Elsholtz      |                |             |                   |
| Bill                        | Sam McMurray          | Ekkehardt Belle    |                |             |                   |
| Mary                        | Nicolette Scorsese    | Carin C. Tietze    |                |             |                   |
| S.W.A.T. Officer            | Alexander Folk        | Manfred Erdmann    |                |             |                   |
| Moderator der Macy’s-Parade | Doug Llewelyn         | Christian Tramitz  |                |             |                   |